# Djursholms Sveavägen

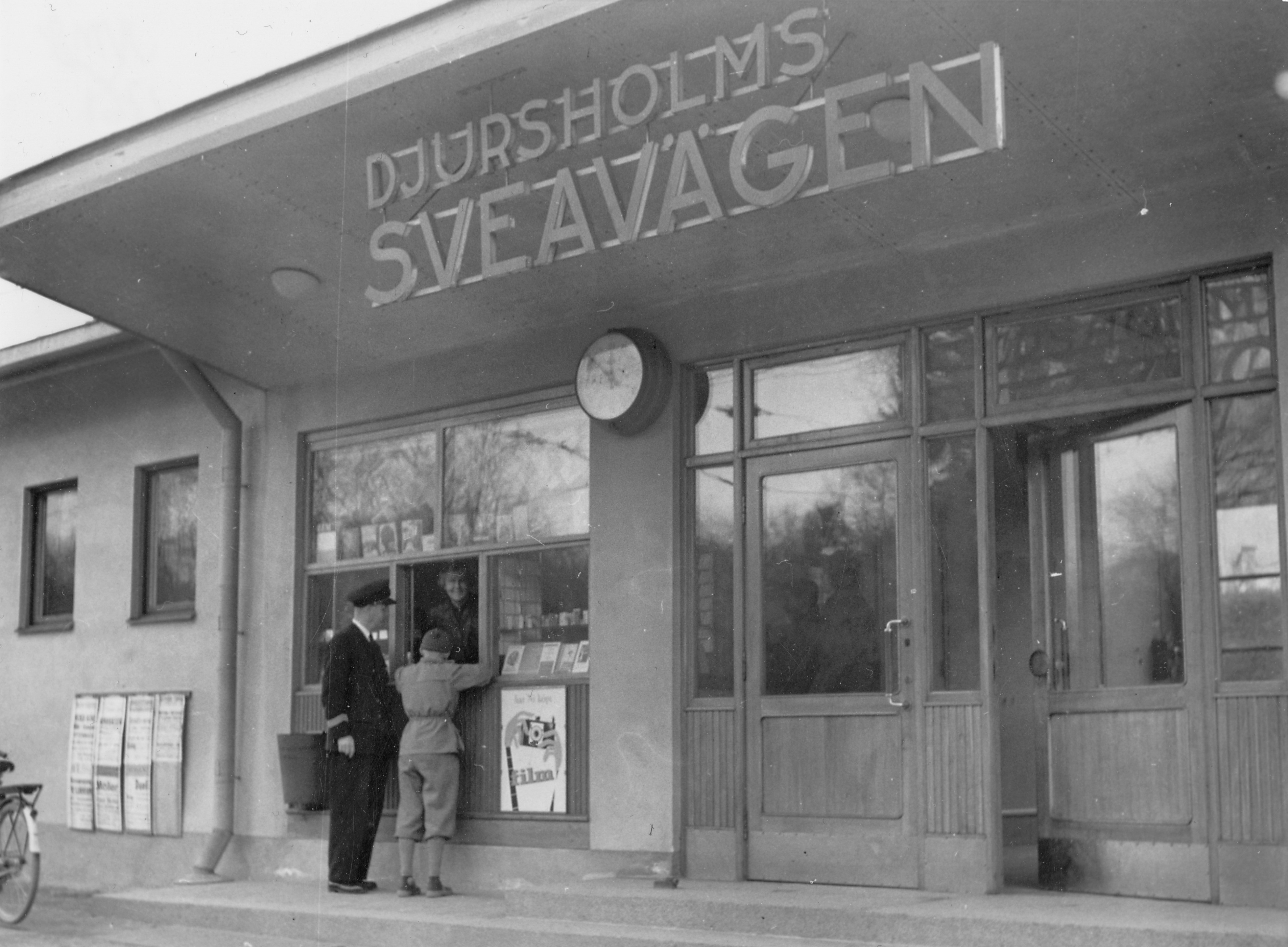
Stationsbyggnaden när det begav sig.

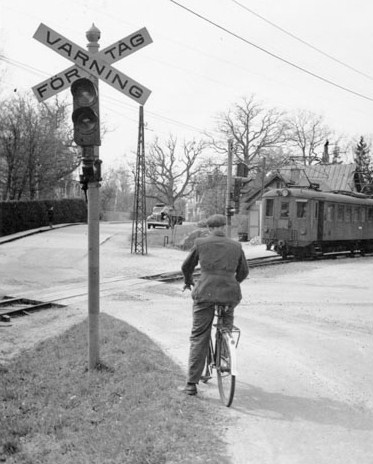
Djursholms Sveavägen sedd från nordost, med stationshusets tak synligt bakom tåget, någon gång före 1967. Cyklisten står och väntar på Henrik Palmes allé, bilen står på Stockholmsvägen.

Djursholms Sveavägen alternativt Sveavägens station var en järnvägsstation utmed den numera nedlagda Eddavägslinjen av Djursholmsbanan i Djursholm utanför Stockholm. Stationen invigdes 1890 vid öppnandet av banan och förblev en station fram till 1976 då huvudmannen SL beslutade att lägga ned järnvägslinjen Djursholms Ösby-Eddavägen. 
Stationen var placerad strax före korsningen Stockholmsvägen-Sveavägen-Henrik Palmes allé i Djursholm och utgjorde slutet på dubbelspåret från stationen Djursholms Ösby. Stationen var placerad i en kraftig sväng då banan här vreds från en tidigare öst-syd-östlig riktning till en rakt nordlig. Stationshuset från 1890 byggdes om 1901, 1916 och slutligen 1946 men används sedan länge bara för privat näringsverksamhet. Idag finns en busshållplats intill som har samma namn.
Sveavägen hade från trafikstart status som station med mötesspår och stins. Redan 1901 byggdes ett nytt stationshus med tjänstebostad åt stinsen.
Den nedlagda Eddavägslinjen har banvallen kvarlämnad, vilken numera fungerar som promenadstråk.